# امپایر براس
امپایر براس (Empire Brass) یک گروه برس‌کوئینتت از ایالات متحده است. این گروه در سال ۱۹۷۱ تأسیس شد. 
اعضای اصلی در سال ۱۹۷۰ در مرکز موسیقی تنگلوود (در لنوکس، ماساچوست ) با هم آشنا شدند.